# 海潮院
海潮院（かいちょういん）は、愛知県半田市亀崎町1-130にある曹洞宗の寺院。山号は亀嶺山（きれいざん）。本尊は釈迦牟尼仏。知多四国霊場第54番札所。開基は安窓全公首座。開山は芝岡宗田大和尚。

## 歴史
室町時代中期の文明年間（1469年 - 1487年）、安窓全公首座によって北浦に海長庵として創建された。草創開山には東浦の乾坤院から芝岡宗田大和尚が迎えられ、乾坤院の末寺となった。
戦国時代の大永年間（1521年 - 1527年）、伊勢国からやってきて亀崎領主となった稲生政勝が海長庵を菩提寺とした。江戸時代初期の元和元年（1615年）頃、稲生重政によって現在地に移されて海潮院に改称された。稲生重政の位牌や石塔は現存している。
江戸時代後期には荒廃したが、鉄柱苑石和尚が再興初祖となっている。1912年（大正元年）には、盲目だった東春日井郡水野村の加藤某が海潮院を訪れ、大師像の前に来ると突然目が見えるようになったという。平成期まで本堂は寺院には珍しく茅葺屋根だったが、1999年（平成11年）には本堂が建て替えられて瓦葺屋根となった。

## 札所
知多四国霊場第54番札所である。もともと野間の竜松院が第54番札所だったが、竜松院は明治維新の廃仏毀釈のあおりで廃寺となり、続いて第54番札所となった内海の慈光寺も駄目だった。1899年（明治32年）には海潮院に大師像が仮安置され、1901年（明治34年）11月に正式に安置されて札所となった。なお、この際には慈光寺と大師像守護者の野村観法の間で訴訟沙汰となり、協議の結果として海潮院に仮安置されたという事情がある。

## 現地情報
所在地
- 475-0023：愛知県半田市亀崎町1-130

アクセス
- JR武豊線 亀崎駅から徒歩。